# 周彦章
周彦章（9世纪—10世纪），本姓王，唐朝末年成都人。效力前蜀，以军功官至金吾卫使。后主王衍采掠宫伎，周彦章女有殊色，也被选中。周彦章按剑对使者说：“彦章是先皇帝命令给周氏做义儿的，本姓是王，众所周知，哪有王氏女侍奉王氏的！”于是召一个没有娶妻的左右小军，就把女儿和他的衣襟打结，让他们为夫妇。后来咸康元年（925年）后唐灭蜀，蜀太师兼中书令齐王王宗弼投降并勒兵诛杀文思殿大学士、礼部尚书、成都尹韩昭等，周彦章也参与，其刚正鲠直如此。

## 评价
- 《十国春秋》论曰：至周彦章鲠介不移，马全捐生殉主，诚云疾风之知劲草矣。